# Hannelore Männer
Hannelore Männer – später Hannelore Schneider – (* um 1942) ist eine ehemalige deutsche Tischtennisspielerin. Sie gehörte in den 1960er Jahren zu Deutschlands Nationalspielerinnen.

## Werdegang
Hannelore Männer wuchs in Metzingen auf und arbeitete als Buchhalterin. Mit 15 Jahren kam sie zum Tischtennis und schloss sich bald dem Verein SSV Reutlingen an. Sie ist Linkshänderin. Erstmals machte sie am 11. November 1961 von sich reden, als sie in der Deutschlandpokalbegegnung Württemberg gegen Westdeutschland gegen Agnes Simon gewann. Dies war Simons erste Niederlage gegen eine deutsche Spielerin, Männers Sieg wurde in der Fachpresse als Sensation des Jahres bezeichnet.
Im November 1962 bestritt Männer ihr erstes Länderspiel in der deutschen Nationalmannschaft. Gegen Österreich gewann sie ihr Einzel und blieb ohne Niederlage. Dieses Resultat wiederholte sie ein Jahr später, im Dezember 1963, als sie erneut gegen Österreich ein Spiel gewann und keines verlor. Die Saison 1963/64 beendete sie mit einer Bilanz von 31:1 im Reutlinger Damenteam. 1964 erreichte sie mit Inge Harst das Endspiel im Doppel bei den Nationalen deutschen Meisterschaften.
1966 wurde sie zunächst als Reservespielerin für die Europameisterschaft nominiert. Ihre Vorbereitung mit dem Bundestrainer Vilim Harangozo war nicht vergeblich. Als Rosemarie Seidel auf die Teilnahme verzichtete, startete stattdessen Hannelore Männer bei der EM in den Individualwettbewerben. Hier überstand sie die Qualifikation, besiegte Lena Rundström (Schweden), Morreau (Spanien), Peyan (Jugoslawien) und Liza (Finnland) und scheiterte erst unter den letzten 16 an der Engländerin Mary Shannon-Wright.
Zwischen 1966 und 1969 heiratete Hannelore Männer und trat danach unter dem Namen Schneider auf. 1969 nahm sie nochmals an den Individualwettbewerben der Weltmeisterschaft in München teil. 1972 erreichte sie bei der deutschen Meisterschaft im Doppel mit Erika Schmollinger das Halbfinale.

## Turnierergebnisse
| Verband | Veranstaltung       | Jahr | Ort     | Land | Einzel    | Doppel | Mixed | Team |
| ------- | ------------------- | ---- | ------- | ---- | --------- | ------ | ----- | ---- |
| FRG     | Europameisterschaft | 1966 | London  | ENG  | letzte 16 |        |       |      |
| FRG     | Weltmeisterschaft   | 1969 | München | FRG  | letzte 64 | Qual   | Qual  |      |